# Mutabar Tadschibajewa

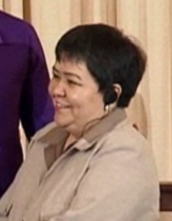
Mutabar Tadschibajewa (2009)

Mutabar Tadschibajewa (Мутабар Таджибаева; geb. 25. August 1962 in Margʻilon, Usbekische SSR, Sowjetunion) ist eine usbekische Journalistin und Menschenrechts-Aktivistin. Sie gründete die Menschenrechtsvereinigung „Club feuriger Herzen“ und erhielt 2009 den International Women of Courage Award des Außenministeriums der Vereinigten Staaten aus der Hand von Hillary Clinton und Michelle Obama. Die erklärten Ziele ihrer Organisation sind der Kampf gegen die politische Unterdrückung, Folter und unfaire Gerichtsprozesse im autokratisch regierten Usbekistan, sowie der Kampf gegen die Unterstützung, Finanzierung und Propaganda von Terrorismus, radikalem Dschihadismus, religiösem Extremismus und dem Drogenhandel.
Im Oktober 2005 wurde Tadschibajewa verhaftet und zu acht Jahren Freiheitsstrafe verurteilt, weil sie das Regime von Islom Karimov wegen der übermäßigen Gewaltanwendung gegen die friedlichen Demonstranten während der Unruhen in der Provinz Andischan scharf kritisiert hatte. Am 1. Juni 2008 wurde sie vorzeitig freigelassen.